# Sant’Andrea degli Scozzesi
Sant’Andrea degli Scozzesi ist eine kleine – heute entweihte – Kirche in Rom. Sie war schottische Nationalkirche und Kirche des schottischen Priesterseminars. Sie entstand im ausgehenden 16. Jahrhundert, erhielt im 17. Jahrhundert ihr jetziges Aussehen und ist heute im Besitz der Fondazione Cassa di Risparmio delle Provincie Lombarde.

## Lage und Namensgebung
Die Kirche liegt, von benachbarter Bebauung eingeengt, im II. römischen Rione Trevi etwa 50 Meter südlich der Piazza Barberini mit dem bekannten Tritonenbrunnen. Ihr Patrozinium hat sie vom schottischen Nationalheiligen Andreas. Ursprünglich war sie auch der zweiten schottischen Patronin Margareta geweiht. Den Beinamen degli Scozzesi hat sie eben von der schottischen Herkunft der Pilger, Priester und Seminaristen.

## Geschichte und Baugeschichte
Bereits unter dem Pontifikat Papst Gregors XIII. war geplant, eine schottische Nationalkirche zu errichten. Die Gelder dafür wurden von keiner Geringeren als Maria Stuart bereitgestellt, die Planungen wurden aber nie umgesetzt. Erst unter Clemens VIII. wurde die Kirche 1592 errichtet und noch im selben Jahr geweiht. Ebendieser Papst kaufte acht Jahre später, 1600, ein neben der Kirche liegendes Gebäude von einem Florentiner. In diesem Gebäude wurden sowohl das Schottische Kolleg – als Gründungsdatum wird der 5. Dezember 1600 genannt – wie auch ein Hospital für schottische Pilger eingerichtet. Dennoch hatte die Eigenleitung nicht lange Bestand, bereits 1615 wurde die Leitung des Kollegs durch Papst Paul V. den Jesuiten übertragen. Kurz vor der Mitte des 17. Jahrhunderts wurde die Kirche fast völlig neu errichtet. Ab dann war sie nur noch dem hl. Andreas geweiht. Ihre wichtigste Rolle spielte sie während des römischen Exils der katholischen Stuarts unter James Francis Edward Stuart  ab 1717. Während der französischen Besetzung Italiens ab 1798 waren Kolleg und Kirche verlassen, erst ab 1820 wurden der Ausbildungsbetrieb und die religiösen Tätigkeiten wieder aufgenommen. Da die Jesuiten 1773 aufgehoben wurden, wurden das Seminar und die Kirche seitdem von schottischen Säkularpriestern geleitet. Eine letzte gestalterische Renovierung erhielt die Kirche 1864. Etwa 100 Jahre später, 1963, zog das – bis heute bestehende – schottische Seminar in neue Gebäude am römischen Stadtrand. Die Kirche und das Kolleggebäude wurden von einer italienischen Bank, der damaligen Cassa di Risparmio delle Provincie Lombarde, erworben. Heute gehört sie deren Nachfolgeorganisation, der Fondazione Cassa di Risparmio delle Provincie Lombarde. Obwohl sie entweiht wurde, wurde sie nicht demoliert, sondern im Gegenteil von der übernehmenden Bank in den 1960er Jahren restauriert.

## Fassade
Die Fassade ist zweistöckig, dreiachsig und für eine römische Barockfassade einfach gehalten. Das Untergeschoss wird in den schmalen Seitenachsen nur von einfachen Wandstreifen gegliedert. Hauptmerkmal ist das Portal mit dem gesprengten Segmentbogengiebel. Die Sprengung enthält ein Andreaskreuz als Hinweis auf den Kirchenpatron sowie davor ein Christusmonogramm in einem Strahlenkranz. Das gewundene Schriftband darüber enthält die Inschrift: „SANCTO ANDREAE APOSTOLO SCOTORVM PATRONO.“ Das Obergeschoss ist etwas aufwändiger gestaltet, die Wand wird hier neben dem Fenster von hinterlegten Pilastern toskanischer Ordnung gegliedert. Ein schlichter, den Vorgaben des Obergeschosses folgend verkröpfter Dreiecksgiebel schließt die Fassade vertikal ab.

## Inneres
Das Innere der Kirche ist ein einschiffiger Raum, der von einem Tonnengewölbe gedeckt ist. Die Kassettierung der Decke ist gemalt, die Arbeiten stammen aus dem ausgehenden 18. Jahrhundert.
Die Wände werden abermals von Pilastern der toskanischen Ordnung geteilt; dazwischen wurden Rundnischen eingefügt. Der Raum ist sehr sparsam mit Grisaillen und einfacher Stuckierung verziert.
Die Kirche enthält drei Altäre, jeweils einen an den Längswänden und den Hochaltar im einfachen rechteckigen Chor, der zum Kirchenschiff hin von Pfeilern abgeteilt ist. Der rechte Altar enthält eine Darstellung Hl. Margareta in Ekstase aus dem 19. Jahrhundert, der linke eine Maria mit Kind und Heiligen, ebenfalls aus dem 19. Jahrhundert und von dem Niederländer Jacob Nicolay geschaffen.
Der Hochaltar enthält im Altargemälde eine Darstellung Martyrium des Hl. Andreas. Es ist eine Arbeit aus der ersten Hälfte des 17. Jahrhunderts aus der Schule von Jacques Courtois, genannt Il Borgognone.
Da die Kirche entweiht wurde und sich im Besitz der Fondazione befindet, ist sie für die Öffentlichkeit üblicherweise nicht zugänglich. Lediglich einmal im Jahr  jeweils am 30. November – dem Gedenktag des hl. Andreas – ist sie geöffnet, wobei des Patrons trotz der Entweihung feierlich gedacht wird.